# Спејд (Тексас)
Спејд (енгл. Spade) насељено је место без административног статуса у америчкој савезној држави Тексас.

## Демографија
По попису из 2010. године број становника је 73, што је 27 (-27,0%) становника мање него 2000. године.
| Група             | 2000.      | 2010.      |
| Белци             | 52 (52,0%) | 41 (56,2%) |
| Афроамериканци    | 10 (10,0%) | 7 (9,6%)   |
| Азијати           | 0 (0,0%)   | 0 (0,0%)   |
| Хиспаноамериканци | 38 (38,0%) | 25 (34,2%) |
| Укупно            | 100        | 73         |